# Lotar III. Saksonac
Lotar III. (* lipanj 1075.; † 4. prosinca 1137. u Breitenwangu, Tirol), zvan i Lothar von Supplinburg ili Lotar Saksonac; rimsko-njemački kralj od 1125., rimsko-njemački car  (1133. – 1137.)

## Do dolaska na vlast
Lotarov otac, grof Gebhard von Süpplingenburg pripadao je saskom visokom plemstvu i bio je u opoziciji prema caru Henriku V. Lotarova majka zvala se Hedviga od Formbacha (Hedwig von Formbach).  
Godine 1100., u dobi od 25 godina, oženio se Richenzom od Northeima († 1141), kćerkom grofa Henrika Debelog. Kada je 1106. saski vojvoda Magnus umro bez nasljednika kralj Henrik V. dao je vojvodinu Sasku Lotaru. Lotar je unatoč tome postao njegovim najvećim oponentom, 1115. u jednoj je bitki porazio Henrikovu vojsku. To je još više ojačalo njegovu moć. 
Kad je car Henrik V. godine 1125. umro novi kralj nije postao njegov najbliži rođak nećak Fridrik Švapski, već su knezovi slobodnim izborom, ne obazirući se na obiteljsko i nasljedno pravo, 24. kolovoza izabrali Lotara za njemačkoga kralja. On je od pape Honorija II. izmolio potvrdu svoga izbora koji je i dobio nakon nekoliko ustupaka. Okrunjen je 13. rujna u Aachenu.

## Sukob sa Staufovcima
Odmah po dolasku na vlast Lotar se morao suočiti s opozicijom. Najnepomirljiviji neprijatelji bili su mu Staufovci kojima je pripala privatna imovina Henrika V. Na Lotarevoj strani bila je pak kuća Welfa tako da su izbili sukobi između Welfa i Staufovaca. Sukob između Welfa i Staufovaca trajat će desetljećima.

## Raskol 1130.
Nakom smrti pape Honorija II. godine 1130. u Rimu je došlo do krize: zbog nesloge odnosno rascjepa u kolegiju kardinala isti su dan izabrana dvojica papa; Inocent II. (1130. – 1143.) i Anaklet II. (1130. – 1138.). Budući da je bio moćniji i bogatiji, Rimom je zavladao Anaklet imajući potporu normanskoga kralja Rogera II. Sicilskog.
Inocent je pak pobjegao u Francusku gdje su ga podržali Bernard od Clairvauxa
koji je na njegovu stranu pridobio francuskog kralja Luja VI. i engleskog kralja Henrika I. Podržao ga je i Lotar. 
Pod zaštitom njemačke vojske Inocent je 1133. ušao u Rim i 4. lipnja okrunio Lotara za cara. Papa je osim toga predao caru i njegovu zetu bavarskom vojvodi Henriku Ponosnom u leno Toskanu što je kasnije protumačio kao vazalski odnos njemačkoga cara prema papi. No, čim se Lotarova vojska povukla sicilski kralj Roger II. protjerao je Inocenta iz Rima u kojemu se ponovo učvrstio Anaklet. 

## Novi sukobi i smrt
Lotar se upleo u nove sukobe. Najprije je morao ratovati protiv Staufovaca u Njemačkoj. Kako bi ih prisilio na pokornost s vojskom je opustošio Švapsku i spalio grad Ulm nakon čega su mu se pokorili. 1136. Lotar je poveo vojni pohod na Italiju protiv Rogera II. Gradovi su mu se pokorili, dok se Roger povukao na Siciliju. Car i papa Inocent tada su zajednički predali Rainulfu iz Averse, protivniku Rogera II., u leno južnu Italiju, ali Normani su nakon Lotareva odlaska ponovo zaposjeli južnu Italiju. 
Na povratku u Njemačku, Lotar III. umro je u Tirolu 4. prosinca 1137. Nedugo zatim umro je i Anaklet i time je okončan raskol.

## Značaj
Lotar je, iako je kao i svi njegovi prethodnici mnogo ratovao, nakon smrti ostao zapamćen kao kralj mira koji je u zemlju uveo u mir i red. Među najvažnija postignuća njegove vladavine spada početak kolonizacije sjeveroistočne Njemačke, koja je podijeljena među tri kneževske obitelji: Schauenburgovce koji vladaju u Holsteinu, Wettinovce u markama Meissen i Lužica, i Askanijce, kojima pripada Albrecht medvjed, grof Ballerstedski (1134. – 1170.), koji uz Sjevernu marku dobiva nasljedno pravo na područje Havela i koji se, preuzevši to nasljedstvo, nazvao brandenburškim grofom. Na ta područja počelo se širiti kršćanstvo. 
Nakon Lotareve smrti na vlast je u osobi Konrada III. na vlast došla dinastija Staufen koja je vladala do 1254.
| Prethodnik: | rimsko-njemački car (1125. – 1137.) | Nasljednik: |
| Henrik V.   | rimsko-njemački car (1125. – 1137.) | Konrad III. |